# Gravfisktjärnen, Härjedalen
Gravfisktjärnen är en sjö i Bergs kommun i Härjedalen och ingår i Ljungans huvudavrinningsområde.